# Bilbarin
Bilbarin is een plaats in de regio Wheatbelt in West-Australië.

## Geschiedenis
Ten tijde van de Europese kolonisatie leefden de Njakinjaki Nyungah in de streek. De zuidelijker levende Aborigines zegden over hen dat ze naakt liepen en een onverstaanbare taal spraken.
In 1914 werd het plaatsje Wogerlin langs de spoorweg tussen Corrigin en Bruce Rock gesticht. Twee jaar later, in 1916, werd het hernoemd tot Bilbarin, de naam die de Aborigines gaven aan een nabijgelegen waterbron. Dat jaar opende er een schooltje. De eerste winkel opende in 1919 en diende als postkantoor. In 1920 opende een eerste gemeenschapszaal, de 'Bilbarin Hall'. In 1928 werd een tearoom geopend. Een jaar later werd de gemeenschapszaal door een storm vernietigd. Ook de stationsgebouwen werden zwaar beschadigd. In 1930 werd een nieuwe gemeenschapszaal gezet.
In 1933 plaatste de CBH Group twee graanzuigers in Bilbarin. Drie jaar later, in 1936, werd de tweede gemeenschapszaal vernietigd. In 1938 sloot het schooltje de deuren maar het heropende in 1945. In 1956 werd de derde gemeenschapszaal geopend. In 1965 sloot de school voorgoed de deuren. In 1975 sloot het postkantoor en drie jaar later de laatste winkel.

## 21e eeuw
Bilbarin maakt deel uit van het lokale bestuursgebied (LGA) Shire of Corrigin, een landbouwdistrict. Het bevolkingsaantal op het platteland daalt op vele plaatsen als gevolg van technologische vooruitgang en schaalvergroting in de landbouw. In 2021 telde Bilbarin 18 inwoners tegenover 141 in 2006.

## Toerisme
In Bilbarin kan men vogels spotten.

## Transport
Bilbarin ligt langs de Babakin-Corrigin Road die aansluit op State Route 40. Het ligt 264 kilometer ten oostzuidoosten van Perth, 83 kilometer ten zuidzuidwesten van Merredin en 16 kilometer ten noordwesten van Corrigin.
De spoorweg die door Bilbarin loopt maakt deel uit van het goederenspoorwegnetwerk van Arc Infrastructure.